# Xyrias revulsus
Xyrias revulsus is een straalvinnige vissensoort uit de familie van slangalen (Ophichthidae). De wetenschappelijke naam van de soort is voor het eerst geldig gepubliceerd in 1901 door Jordan & Snyder.